# Берта Груба
Берта Груба (чеськ. Berta Hrubá, 8 квітня 1946 — 24 липня 1998) — чеська хокеїстка на траві.
Срібна призерка Олімпійських Ігор 1980 року.